# Aussois
Aussois är en kommun i departementet Savoie i regionen Auvergne-Rhône-Alpes i sydöstra Frankrike. Kommunen ligger i kantonen Modane som tillhör arrondissementet Saint-Jean-de-Maurienne. År 2022 hade Aussois 682 invånare.

## Befolkningsutveckling
Antalet invånare i kommunen Aussois
| Referens: INSEE |